# Mistrzostwa Europy U-19 w Piłce Nożnej 2016
Mistrzostwa Europy U-19 w piłce nożnej 2016 – turniej piłkarski, który odbywał się w dniach 11-24 lipca 2016 roku w Niemczech. Była to jubileuszowa 15. edycja tych rozgrywek, po zmianie jej formuły w 2002 roku z Mistrzostw Europy U-18 na U-19.
W turnieju mogli brać udział wyłącznie piłkarze urodzeni po 1 stycznia 1997 roku.
Jak w czasie każdych Mistrzostw rozgrywanych w latach parzystych również i ten turniej był jednocześnie kwalifikacjami do Mistrzostw Świata U-20 w Piłce Nożnej 2017, które odbyły się w Korei Południowej. Awans do turnieju finałowego Mistrzostw Świata od tego roku przysługiwał 5 najlepszym reprezentacjom ze strefy UEFA.

## Kwalifikacje
Eliminacje do turnieju głównego zostały przeprowadzone w dwóch fazach. W pierwszej fazie kwalifikacyjnej 52 reprezentacje (zwolnieni z udziału w tej fazie byli tylko gospodarze Niemcy oraz najwyżej sklasyfikowana reprezentacja w rankingu UEFA – Hiszpania, która automatycznie awansowała do drugiej fazy) zostały podzielone na dwa koszyki po 26 zespołów. Losowanie grup eliminacyjnych zostało przeprowadzone 3 grudnia 2014 roku w Nyonie. Do każdej z 13 wylosowanych grup trafiły po dwie drużyny z każdego koszyka. Mecze tej fazy były rozgrywane w terminie 18 września – 18 listopada 2015 roku, w formie "mini-turniejów", gdzie w każdej grupie jeden z krajów był gospodarzem i w tym kraju rozgrywano wszystkie mecze. Awans do drugiej fazy turnieju uzyskiwały dwie najlepsze drużyny z każdej grupy oraz najwyżej sklasyfikowana drużyna z trzeciego miejsca.
W drugiej fazie kwalifikacyjnej drużyny zostały podzielone na cztery koszyki po siedem zespołów (w tej fazie do rywalizacji dołączyli Hiszpanie) i w ten sposób wylosowanych zostało siedem grup eliminacyjnych. Losowanie odbyło się 3 grudnia 2015 roku w Nyonie. Sposób przeprowadzenia eliminacji był identyczny, jak w pierwszej fazie, przy czym tylko najlepsza drużyna z każdej grupy kwalifikowała się do turnieju finałowego.

## Finaliści
| Finalista  | Sposób kwalifikacji                              |
| ---------- | ------------------------------------------------ |
| Niemcy     | Awans jako gospodarz                             |
| Anglia     | 1. miejsce w grupie A rundy elitarnej eliminacji |
| Włochy     | 1. miejsce w grupie B rundy elitarnej eliminacji |
| Austria    | 1. miejsce w grupie C rundy elitarnej eliminacji |
| Holandia   | 1. miejsce w grupie D rundy elitarnej eliminacji |
| Chorwacja  | 1. miejsce w grupie E rundy elitarnej eliminacji |
| Portugalia | 1. miejsce w grupie F rundy elitarnej eliminacji |
| Francja    | 1. miejsce w grupie G rundy elitarnej eliminacji |

## Stadiony
3 grudnia 2014 roku Niemiecki Związek Piłki Nożnej ogłosił, że turniej rozegrany zostanie na terenie kraju związkowego Badenia-Wirtembergia. Mecz otwarcia odbędzie się na stadionie Mercedes-Benz-Arena, który był jedną z aren Mistrzostw Świata w 2006 roku. Mecze grupy A mają odbywać się w Stuttgarcie, Reutlingen oraz Aspach, natomiast grupa B ma rozgrywać swoje mecze w Aalen, Heidenheim oraz Ulm. Mecze półfinałowe odbędą się w Mannheim, a mecz finałowy na stadionie w Sinsheim, gdzie na co dzień swoje mecze rozgrywa zespół TSG 1899 Hoffenheim.
| Stuttgart                                                             | Stuttgart                   | Reutlingen                | Aspach                | Sinsheim              |
| Mercedes-Benz Arena                                                   | Gazi-Stadion auf der Waldau | Stadion an der Kreuzeiche | Mechatronik Arena     | Rhein-Neckar-Arena    |
| Liczba miejsc: 60 441                                                 | Liczba miejsc: 11 410       | Liczba miejsc: 15 228     | Liczba miejsc: 10 001 | Liczba miejsc: 30 164 |
| StuttgartReutlingenAspachAalenHeidenheimUlmMannheimSinsheimSandhausen |                             |                           |                       |                       |
| Aalen                                                                 | Heidenheim                  | Ulm                       | Mannheim              | Sandhausen            |
| Städtisches Waldstadion                                               | Voith-Arena                 | Donaustadion              | Carl-Benz-Stadion     | Hardtwaldstadion      |
| Liczba miejsc: 14 500                                                 | Liczba miejsc: 15 000       | Liczba miejsc: 19 500     | Liczba miejsc: 27 000 | Liczba miejsc: 15 300 |

## Faza grupowa
| Kolory w tabeli grup                                                                        |
| ------------------------------------------------------------------------------------------- |
| Awans do półfinału Mistrzostw Europy oraz prawo gry w Mistrzostwach Świata U-20 w 2017 roku |
| Awans do barażu o prawo gry w Mistrzostwach Świata U-20 w 2017 roku                         |

Zasady ustalania kolejności w tabeli:
1. liczba zdobytych punktów w całej rundzie;
2. liczba punktów zdobyta w meczach bezpośrednich;
3. różnica bramek w meczach bezpośrednich;
4. liczba bramek strzelonych w meczach bezpośrednich;
5. różnica bramek w całej rundzie;
6. liczba zdobytych bramek w całej rundzie;
7. pozycja w rankingu Fair play;
8. losowanie

### Grupa A
| Zespół          | Pkt | M | W | R | P | Br+ | Br- | +/- |
| --------------- | --- | - | - | - | - | --- | --- | --- |
| Portugalia U-19 | 5   | 3 | 1 | 2 | 0 | 6   | 5   | +1  |
| Włochy U-19     | 5   | 3 | 1 | 2 | 0 | 3   | 2   | +1  |
| Niemcy U-19     | 3   | 3 | 1 | 0 | 2 | 6   | 5   | +1  |
| Austria U-19    | 2   | 3 | 0 | 2 | 1 | 2   | 5   | −3  |

| 11 lipca 2016 12:00 CET | Niemcy U-19 | 0−1Raport | Włochy U-19 · Dimarco 78' (k.) | Mercedes-Benz Arena, Stuttgart Widzów: 54689 Sędzia: Alejandro José Hernández Hernández |
|                         |             |           |                                |                                                                                         |

| 11 lipca 2016 19:00 CET | Portugalia U-19 · Empis 53' | 1−1Raport | Austria U-19 · Jakupovic 10' | Mechatronik Arena, Aspach Widzów: 2158 Sędzia: Roi Reinshreiber |
|                         |                             |           |                              |                                                                 |

| 14 lipca 2016 12:00 CET | Włochy U-19 · Locatelli 24' | 1−1Raport | Austria U-19 · Schlager 21' | Stadion an der Kreuzeiche, Reutlingen Widzów: 5279 Sędzia: Alijar Agajew |
|                         |                             |           |                             |                                                                          |

| 14 lipca 2016 19:30 CET | Niemcy U-19 · Ochs 12', 68' (k.), 90+3' (k.) | 3−4Raport | Portugalia U-19 · Abubakar 37' · G. Rodrigues 48' · A. Silva 70' · Buta 73' | Mechatronik Arena, Aspach Widzów: 7250 Sędzia: Bart Vertenten |
|                         |                                              |           |                                                                             |                                                               |

| 17 lipca 2016 19:30 CET | Austria U-19 | 0−3Raport | Niemcy U-19 · Neumann 50' · Teuchert 52' · Gül 87' | Stadion an der Kreuzeiche, Reutlingen Sędzia: Anatolij Żabczenko |
|                         |              |           |                                                    |                                                                  |

| 17 lipca 2016 19:30 CET | Włochy U-19 · Dimarco 15' (k.) | 1−1Raport | Portugalia U-19 · Buta 86' | Gazi-Stadion auf der Waldau, Stuttgart Sędzia: Radu Marian Petrescu |
|                         |                                |           |                            |                                                                     |

### Grupa B
| Zespół         | Pkt | M | W | R | P | Br+ | Br- | +/- |
| -------------- | --- | - | - | - | - | --- | --- | --- |
| Anglia U-19    | 9   | 3 | 3 | 0 | 0 | 6   | 3   | +3  |
| Francja U-19   | 6   | 3 | 2 | 0 | 1 | 8   | 3   | +5  |
| Holandia U-19  | 3   | 3 | 1 | 0 | 2 | 5   | 8   | -3  |
| Chorwacja U-19 | 0   | 3 | 0 | 0 | 3 | 2   | 7   | −5  |

| 12 lipca 2016 12:00 CET | Chorwacja U-19 · Brekalo 43' | 1−3Raport | Holandia U-19 · Bergwijn 17', 85' · Lammers 33' | Donaustadion, Ulm Widzów: 6150 Sędzia: Anatolij Żabczenko |
|                         |                              |           |                                                 |                                                           |

| 12 lipca 2016 19:30 CET | Francja U-19 · Augustin 33' | 1−2Raport | Anglia U-19 · Michelin 3' (sam.) · Solanke 9' | Voith-Arena, Heidenheim Widzów: 2344 Sędzia: Radu Marian Petrescu |
|                         |                             |           |                                               |                                                                   |

| 15 lipca 2016 12:00 CET | Holandia U-19 · Lammers 10' | 1−2Raport | Anglia U-19 · Solanke 36' · Brown 90+2' | Donaustadion, Ulm Sędzia: Roy Reinshreiber |
|                         |                             |           |                                         |                                            |

| 15 lipca 2016 19:30 CET | Chorwacja U-19 | 0−2Raport | Francja U-19 · Augustin 37' · Mbappé 69' | Städtisches Waldstadion, Aalen Sędzia: Alejandro José Hernández Hernández |
|                         |                |           |                                          |                                                                           |

| 18 lipca 2016 12:00 CET | Anglia U-19 · Brown 4' · Anočić 10' (sam.) | 2−1Raport | Chorwacja U-19 · Moro 58' | Voith-Arena, Heidenheim Sędzia: Alijar Agajew |
|                         |                                            |           |                           |                                               |

| 18 lipca 2016 12:00 CET | Holandia U-19 · Nouri 36' (k.) | 1−5Raport | Francja U-19 · Mbappé 10', 63' · Augustin 29', 48', 75' | Städtisches Waldstadion, Aalen Sędzia: Bart Vertenten |
|                         |                                |           |                                                         |                                                       |

## Faza pucharowa
W fazie pucharowej w razie remisu po regulaminowych 90 minutach gry, rozgrywana będzie dogrywka, a jeżeli ona nie przyniesie rozstrzygnięcia o awansie zadecydują rzuty karne. 
2 maja 2016 roku, Komitet Wykonawczy UEFA podjął decyzję, że podczas mistrzostw testowany będzie przepis o dodatkowej wymianie zawodników w czasie gry, przysługującej drużynom w przypadku rozgrywania dogrywki.

### Baraż o prawo gry w Mistrzostwach Świata U-20 w 2017 roku
| 21 lipca 2016 19:00 CET                              | Niemcy U-19 · Ochs 44' · Serdar 90+3' · Mehlem 96' | 3−3 (pd.) k. 5−4Raport                                | Holandia U-19 · Nouri 81' · van der Heijden 88' · Lammers 111' | Hardtwaldstadion, Sandhausen Sędzia: Alejandro José Hernández Hernández |
|                                                      |                                                    |                                                       |                                                                |                                                                         |
|                                                      |                                                    | Rzuty karne                                           |                                                                |                                                                         |
| Ochs · Gül · Mittelstädt · Conde · Gimber · Henrichs |                                                    | Verdonk · Lammers · Bergwijn · Rosario · Nouri · Vlap |                                                                |                                                                         |

### Półfinały
| 21 lipca 2016 12:00 CET | Anglia U-19 · Picchi 85' (sam.) | 1−2Raport | Włochy U-19 · Dimarco 27' (k.), 60' | Carl-Benz-Stadion, Mannheim Sędzia: Roi Reinshreiber |
|                         |                                 |           |                                     |                                                      |

| 21 lipca 2016 17:00 CET | Portugalia U-19 · Pacheco 3' | 1−3Raport | Francja U-19 · Blas 10' · Mbappé 67', 75' | Carl-Benz-Stadion, Mannheim Sędzia: Radu Marian Petrescu |
|                         |                              |           |                                           |                                                          |

### Finał
| 24 lipca 2016 20:30 CET | Francja U-19 · Augustin 6' · Blas 19' · Tousart 82' · Diop 90+2' | 4−0Raport | Włochy U-19 | Rhein-Neckar-Arena, Sinsheim Sędzia: Alijar Agajew |
|                         |                                                                  |           |             |                                                    |

## Najlepsi strzelcy
6 goli
- Jean-Kévin Augustin

5 goli
- Kylian Mbappé

4 gole
- Philipp Ochs
- Federico Dimarco

3 gole
- Sam Lammers

2 gole
- Isaiah Brown
- Dominic Solanke
- Dominic Blas
- Steven Bergwijn
- Abdelhak Nouri
- Aurélio Buta

1 gol
- Arnel Jakupovic
- Xaver Schlager
- Josip Brekalo
- Nikola Moro
- Issa Diop
- Lucas Tousart
- Gökhan Gül
- Marvin Mehlem
- Phil Neumann
- Suat Serdar
- Cedrid Teuchert
- Manuel Tocatelli
- Dennis van der Heijden
- Asumah Abubakar
- Pedro Empis
- Pedro Pacheco
- Gonçalo Rodrigues
- Alexandre Silva

gol samobójczy
- Silvio Anočić (w meczu przeciwko Anglii)
- Clément Michelin (w meczu przeciwko Anglii)
- Alberto Picchi (w meczu przeciwko Anglii)